# The A-Team XXX – A Parody
The A-Team XXX – A Parody ist eine US-amerikanische Porno-Parodie auf die Fernsehserie Das A-Team aus den 1980er-Jahren.

## Handlung
Als Amys Mann vermisst wird, da er die Verbindung einer Motorrad-Gang zu einem korrupten Beamten untersucht, ruft Amy das A-Team zusammen. Das A-Team ist eine Gruppe ehemaliger Soldaten, die Menschen in Notlagen helfen – dabei aber selbst von der Militärpolizei gejagt werden.
- Szene 1: Bree Olson, Seth Gamble
- Szene 2: Chastity Lynn, Scott Lyons
- Szene 3: McKenzie Lee, Sophie Dee, Evan Stone
- Szene 4: Luscious Lopez, Tyler Knight
- Szene 5: Bree Olson, Randy Spears

## Auszeichnungen
- AVN Awards, 2010 - Nominee: Best Parody: Comedy
- 2011 AVN Award Nominee for Best Supporting Actor - Tyler Knight.
- 2011 AVN Award Nominee for Best Supporting Actor - Scott Lyons.
- 2011 AVN Award Nominee for Best Special Effects.
- 2011 AVN Award Nominee for Best Non-Sex Performance - Roy Karch.
- 2011 AVN Award Nominee for Best Packaging.
- XRCO Awards, 2010 -